# Herb państwowy

Mały herb Rzeczypospolitej Obojga Narodów

Herb Tanzanii
przykład herbu państwa postkolonialnego

Herb państwowy (lub krajowy) – charakterystyczny znak, symbol państwa, ustalony według określonych reguł heraldycznych.

## Geneza
Herb państwowy lub krajowy wykształcił się z herbów terytorialnych lub z herbu osobistego władcy, względnie dynastii. W średniowieczu był on często złożony, tzn. w jego skład wchodził herb terytorium naczelnego lub władcy, oraz herby terytoriów nabytych. Czasem dodawane były herby ziem do których władcy rościli sobie pretensje, nie posiadając jednak faktycznego zwierzchnictwa feudalnego (np.herb Francji w dawnym herbie Anglii). W niektórych przypadkach, w związku z rozdrobnieniem feudalnym, herby państwowe składały się z wielkiej ilości herbów poszczególnych ziem. Skrajnymi przykładami są tu herby Świętego Cesarstwa Rzymskiego lub Królestwa Prus złożone z kilkudziesięciu herbów.

Wielki herb Prus
przykład herbu złożonego

Herby państwowe ulegały historycznym przemianom, związanym z wstępowaniem na tron nowych dynastii, z nabywaniem lub podbojem nowych ziem lub utratą dawnych. W większości państw o dawnym rodowodzie zasadnicze elementy herbu pozostawały wszelako te same, choć ulegały stylizacji zgodnie z duchem epoki.
Herby nowych państw lub krajów, np. postkolonialnych, często są tworzone według zasad heraldyki, lecz ze względu na brak tradycji dynastycznych czy historycznych zawierają współcześnie utworzone symbole. W państwach socjalistycznych i ludowo-demokratycznych było częstą praktyką kształtowanie herbu wbrew zasadom heraldyki, w stylizacji wywodzącej się od godła ZSRR. Symbole te są raczej godłami państwowymi niż herbami, zgodnie zresztą z intencjami ich twórców, gdyż oficjalna nomenklatura socjalistyczna unikała terminu herb, jako kojarzącego się ze społeczeństwem klasowym. Podobnie Republika Francuska, znosząc symbole ancient régimeu, nie wprowadziła herbu republikańskiego i do dziś symbolem Francji jest godło państwowe. W przypadku niektórych symboli państwowych, nieodpowiadających europejskim normom heraldycznym, lecz wywodzącym się z dawnej tradycji danego kraju i kształtowanym według określonych reguł, przyjęto również nazwę herb. Dotyczy to na przykład herbu Japonii lub Indii.
Polski herb państwowy wykształcił się na przełomie XIII i XIV w. i wywodzi się prawdopodobnie ze znaku osobistego władcy. W ciągu wieków herb polski ulegał ewolucji heraldycznej, ale zawsze przedstawiał Białego Orła heraldycznego. Od unii z Litwą pojawia się drugie godło – Pogoń litewska i stąd przybiera formę herbu złożonego. Od elekcji królewskich – na piersiach Orła lub w miejscu centralnym herbu złożonego, umieszczano herb osobisty króla.
Herby państwowe lub krajowe, tak jak inne rodzaje herbów, często występują w wersjach bardziej uroczystych, pełnych – tzw. herb wielki – lub skromniejszych (herb średni lub mały) przedstawiających czasem samą tarczę herbową.
Dawne herby Polski w wersji uroczystej przedstawiane były z insygniami orderów (Złotego Runa lub św. Stanisława), z płaszczem heraldycznym i trzymaczami. W wersji uproszczonej przedstawiana była zazwyczaj sama tarcza herbowa zwieńczona koroną. 
Obecnie w wielu krajach przyjęto uproszczone wersje herbów państwowych, ograniczające się do tarczy herbowej z godłem i tarczą.